# Ammiraglio Cagni (sommergibile)
L'Ammiraglio Cagni è stato un sommergibile della Regia Marina.

## Storia
Entrato in servizio il 1° aprile 1941 a Monfalcone, il comando sarebbe dovuto essere assegnato al CC Romeo Romei, che, con buona parte dell'equipaggio del Pier Capponi, in realtà veniva ucciso il giorno prima in Tirreno.
Terminato l'addestramento nell'ottobre 1941, fu destinato, per via delle sue grandi dimensioni, al servizio di trasporto di materiali in Libia.
Il 14 ottobre (con il capitano di corvetta Carlo Liannazza come comandante) salpò da Taranto per Bardia per la sua prima missione, consistente nel trasporto di 140 tonnellate di munizioni; portò a termine il compito e fece ritorno a Taranto il 22 del mese, scampando anche a cannoneggiamenti e cacce con bombe di profondità.
Il 18 novembre compì una seconda missione di questo tipo.
In tutto svolse in Mediterraneo 5 missioni offensivo-esplorative, 5 missioni di trasporto (portando a destinazione in tutto 419,5 t di latte di carburante, 328,5 t di munizioni e 147,5 t di provviste) e 16 di trasferimento, per complessive 11 638 miglia di navigazione in superficie e 570 in immersione.
Dopo un ciclo di lavori di adattamento alle condizioni oceaniche, fu inviato ad operare in Atlantico (e, se possibile, si pensò di fare una puntata offensiva anche in Oceano Indiano).
Il 6 ottobre 1942 il Cagni lasciò La Maddalena al comando di Carlo Liannazza (frattanto promosso a capitano di fregata); sei giorni più tardi passò lo stretto di Gibilterra). Il sommergibile avrebbe dovuto operare nell'Atlantico meridionale al largo dell'Africa (oltre a tentare la già citata puntata offensiva in Oceano Indiano). Il 3 novembre il Cagni silurò e affondò al largo di Freetown la motonave armata britannica Dagomba (3485 tsl), appartenente al convoglio «TS. 23»; nei successivi 26 giorni di navigazione non si ebbero avvistamenti. Solo il 29 novembre, appena giunto nei pressi di Città del Capo, il sommergibile si imbatté in un altro mercantile, il piroscafo greco Argo (1995 tsl), che fu affondato all'altezza del Capo di Buona Speranza con il lancio di quattro siluri (dei quali due andarono a segno).
Trattenutosi nella zona di Città del Capo fino all'8 dicembre, il Cagni si diresse più a nord (rinunciando ad entrare nell'Oceano Indiano perché un previsto rifornimento non era stato effettuato) e il 3 gennaio 1943 s'incontrò, all'altezza dell'Equatore, con il sommergibile Tazzoli che avrebbe dovuto rifornire con otto siluri (il Tazzoli ne aveva 3, il Cagni 29), operazione che non poté essere effettuata per il mare mosso. Il 13 il Cagni si approvvigionò di 45 tonnellate nafta dal sommergibile tedesco U. 459 e fu poi inviato ad operare nelle acque sudamericane, dapprima al largo di Capo San Rocco ed in seguito al largo dell'isola di San Paolo (in quelle acque avrebbe dovuto recarsi il Tazzoli, ma dato che era rimasto senza siluri, si decise di sostituirlo con l'invio del Cagni); il 22 gennaio si avviò sulla rotta di ritorno senza aver incontrato nessun'altra nave. Il 15 febbraio fu bersagliato con bombe e mitragliato da uno Short Sunderland nel golfo di Biscaglia, con una vittima a bordo (il sergente Michelangelo Canistrari) ed un ferito, ma riuscì a respingerlo e anche a colpirlo e giunse a Bordeaux (sede della base atlantica di Betasom) cinque giorni dopo.
Con 136 giorni in mare, quella del Cagni fu la più lunga missione effettuata da un sommergibile italiano.
Modificato poi per poter effettuare trasporto di materiali, il 29 giugno 1943 il Cagni salpò al comando del capitano di corvetta Giuseppe Roselli Lorenzini per una missione "ibrida": missione offensiva attraverso l'Atlantico, l'Oceano Indiano, il Mar della Cina; arrivo a Singapore e ritorno con un carico di gomma e stagno.
Dopo aver attraversato il golfo di Biscaglia immerso, il 17 luglio il sommergibile attaccò con tre siluri un mercantile armato inglese di circa 5.000-6.000 tsl: le armi mancarono il bersaglio e la reazione della nave costrinse il Cagni ad allontanarsi, anche se sul Cagni si ritenne di aver danneggiato il bersaglio. Quattro giorni, al largo di Freetown, ci fu un altro infruttuoso lancio di due siluri contro un incrociatore ausiliario armato con 4 cannoni di medio calibro e 6 mitragliere quadruple.
Il 25 luglio il Cagni s'imbatté in un convoglio sulla rotta Bahia-Freetown, a circa 500 miglia da quest'ultima città: lo formavano un grosso bacino galleggiante, sei unità sottili e il grosso incrociatore ausiliario britannico Asturias, ricavato dalla trasformazione di una nave passeggeri da 22.048 tonnellate di stazza lorda. Il Cagni lanciò due siluri da 6500 metri contro l'Asturias, immergendosi subito dopo: la grande nave fu colpita e immobilizzata (vi furono quattro vittime), ma, sebbene molti compartimenti fossero allagati, poté raggiungere – trainata dal potente rimorchiatore olandese Zwarte Zee e assistita da una corvetta – il porto di Freetown; portata ad incagliare, fu dichiarata perduta (in realtà, nel febbraio 1945, riparata alla meglio, fu rimorchiata a Gibilterra e ricostruita, tornando in servizio a metà 1946).
Passato l'equatore il 28 luglio, il 22 agosto il comando di Betasom ordinò al sommergibile di dirigere direttamente per Singapore (in origine era previsto un periodo di agguato al largo di Città del Capo) e sei giorni dopo il Cagni fece il suo ingresso nell'Oceano Indiano.
Nella notte fra l'8 ed il 9 settembre 1943, quando fu annunciato l'armistizio, il sommergibile si trovava 720 miglia a sudest di Mauritius (e a circa 1800 da Singapore) e invertì la rotta, procedendo però con molta lentezza in attesa di ulteriori informazioni per chiarire la situazione, e il 12 settembre il comandante Roselli Lorenzini – nonostante l'invito da parte del capitano di vascello Enzo Grossi, comandante di Betasom, a proseguire la guerra a fianco dei tedeschi – decise di eseguire l'ordine di consegnarsi agli Alleati; il Cagni arrivò a Durban il 20 settembre 1943, ricevendo l'onore delle armi.
L'8 novembre 1943 il sommergibile partì per rimpatriare e, seguendo poi la rotta Durban-Mombasa-Aden-Porto Said-Haifa-Taranto, il Cagni rientrò nella base italiana il 2 gennaio 1944.
In seguito il sommergibile fu impiegato, con base a Palermo affidandone il comando dal 26 aprile 1944 all'11 febbraio 1945 al capitano di corvetta Rino Erler, nelle esercitazioni antisommergibile alleate.
Disarmato al termine del conflitto e radiato il 1º febbraio 1948, fu avviato alla demolizione; la torretta fu conservata ed è tuttora esposta come monumento presso l'Arsenale di Taranto.